# カシューブ人
カシューブ人（カシューブじん、カシューブ語: Kaszëbi）は、ポーランド北部のポメラニア地方および移民先のカナダなどに住み、西スラヴ語群のカシューブ語を話す住民。ポーランドにおける現在の人口は50万人ほどといわれるが、自らカシューブ人とする人は約22万9千人、そのうち約5万人がカシューブ語を話す。カシューブ語はポーランド語に近く、低地ドイツ語、ポラーブ語、プロシア語から影響を受けている。レヒト諸語のひとつ。

## 歴史

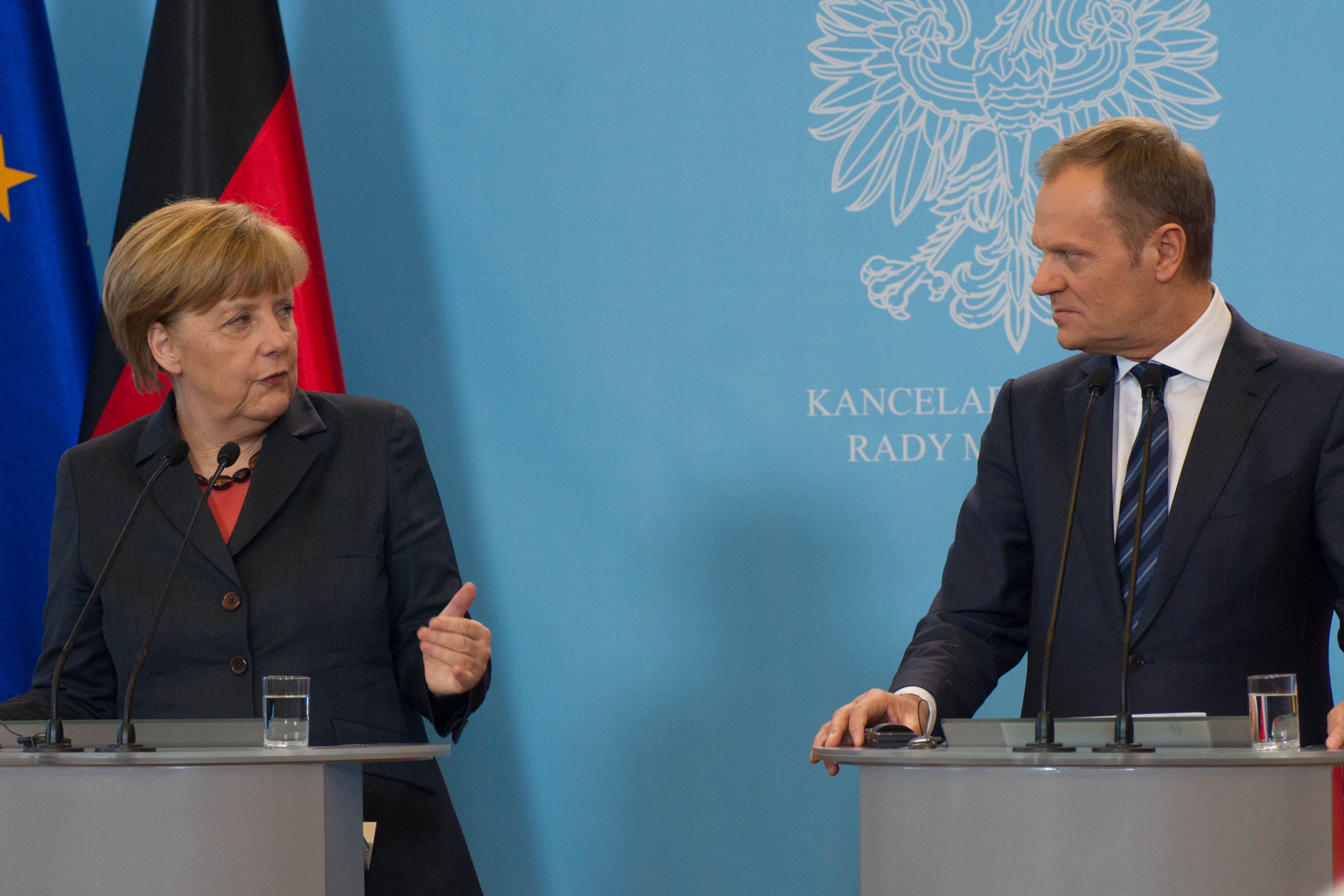
ドイツの前首相アンゲラ・メルケル（左）元ポーランド首相で前EU大統領のドナルド・トゥスク（右）。ともにカシューブ人の血を引く。

標準ポーランド語に近く、低地ドイツ語、ポラーブ語、プロシア語から影響を受けるカシューブ語を持つ西スラヴ人の少数民族。現代は都市型の生活をしている者も多いが、伝統的な生業として漁業を営む。ポーランドの各地に住んでいた西スラヴ系住民はピャスト朝のもとで「ポーランド人」として政治的にまとまり中世から現代にかけて互いに同化していったが、カシューブ人はその政治的過程に十分に属さなかったいくつかの住民の一である。
カシューブ人は中世以前からバルト海沿岸地方に住んでいたと考えられ、記録は13世紀に遡る。「ポメラニア人」と呼ばれる、ポメラニア各地方の西スラヴ系住民のうちの一つである。
考古遺物により、ポメラニア人たちは遅くとも中世初期には西はドイツのメクレンブルク＝フォアポンメルン州、東はポーランドにまたがるバルト海沿岸の広い一帯に定住していたことが知られている。カシューブ人はそのうちもっとも東の、ポーランドのグダンスクを中心とする一帯に住んでいた。この一帯は「カシュビア」ないし「ポメレリア」と呼ばれる。ただしカシューブ人には「部族」という政治的まとまりはなかった。
中世には、一部がポメラニア公国に属したこともあるが、カシューブ人の大半はポーランド王領プロイセンに属した。カシュビア／ポメレリアはポーランド分割により1772年にはプロイセン王国に支配され、19世紀に入るとドイツ化が強制されたが、カシューブ人たちは一部を除いて、自らの言語や文化を守り抜いた。
現在はこの一帯はポーランド領であり、安定した政治のもと国際条約と国内法により、地方住民へ文化的同化を強制することが禁止されているため、カシュビア／ポメレリアではかえってポーランド人としての同化が進んでいる。ただし、カシューブ地方（カシュビア）の村おこしも相まって、カシューブ人の歴史を伝える試みもさかんに行われ、「カシュビア」の各地で地方祭りも開かれる。

## 著名なカシューブ人
- アンゲラ・メルケル（ドイツ連邦共和国連邦首相）
- ドナルド・トゥスク（ポーランド首相、欧州理事会議長）
- エーリッヒ・フォン・マンシュタイン（ドイツ国防軍陸軍元帥、南方軍集団司令官）
- エーリッヒ・フォン・デム・バッハ＝ツェレウスキー（親衛隊大将、パルチザン討伐部隊長官（Chef der Bandenkampfverbände）として東部戦線で数十万人の殺害に関与）
- ルートヴィヒ・ヨルク・フォン・ヴァルテンブルク伯爵（プロイセン王国元帥）
- パウル・ニプコー（テレビのもととなるニプコー円板の発明者）